# Tereza Pergnerová
Tereza Pergnerová (ur. 25 czerwca 1974 w Pradze) – czeska prezenterka telewizyjna i radiowa oraz aktorka. Popularność zyskała prowadząc muzyczną listę przebojów Eso w telewizji NOVA. W latach 2005–2013 była prowadzącą program typu reality-show VyVolení w telewizji Prima.

## Filmografia
- 2011 Klinika życia 2
- 2007 Letiště
- 1994 Akumulator 1
- 1994 Żyletki
- 1992 Hřeben
- 1991 Discopříběh 2
- 1990 Jak s Kubou šili všichni čerti
- 1990 Takmer ružový príbeh
- 1989 Dobrodružství kriminalistiky
- 1989 Strom pohádek: Pasáček a císařova dcera